# 毛岸英
毛 岸英（もう がんえい、マオ・アンイン、1922年10月24日 - 1950年11月25日）は、中華人民共和国の軍人。毛沢東と楊開慧の長男。弟に毛岸青がいる。

## 生涯
湖南省長沙市湘雅医院に生まれる。中国共産党の活動家であった母の楊開慧は毛岸英が8歳の時に国民党軍に逮捕・銃殺された。母の死後、上海で浮浪児となっていたところを発見され、1936年にソ連のモスクワ東部イヴァノヴォにあるインタードームに留学した 。第二次世界大戦中は赤軍に加わり、独ソ戦ではポーランドで砲兵として戦った。

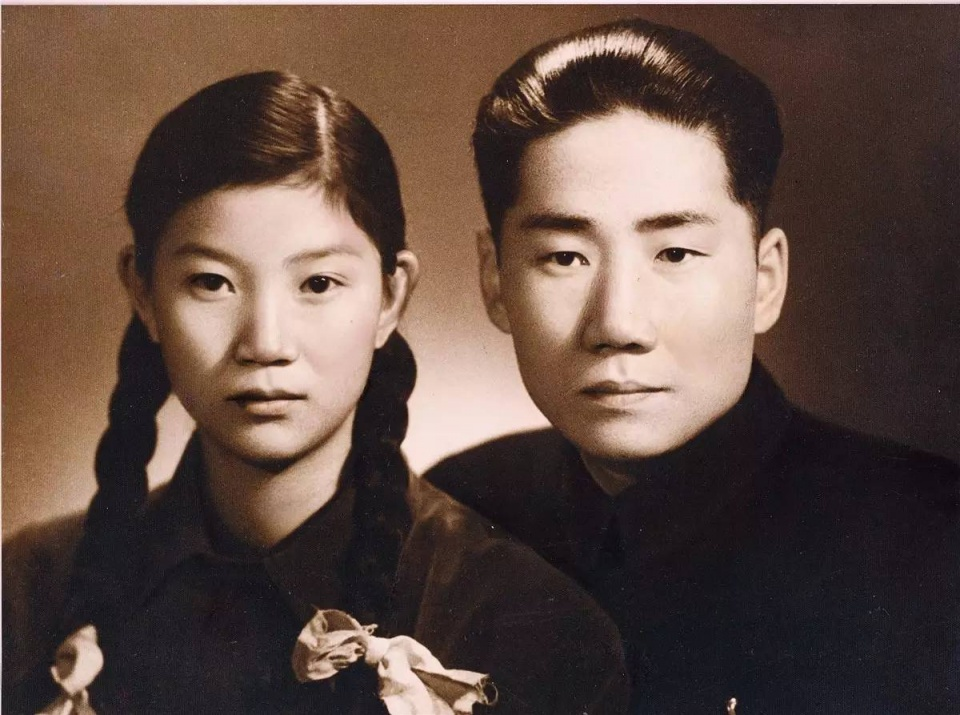
妻の劉松林と

1947年にソ連共産党に入党、ロシア語に堪能なために幹部のロシア語通訳として勤務した。1949年10月に劉松林と結婚する。1950年夏に北京機器総厰の党総支部の副書記に任じられた。しかし、朝鮮戦争で彭徳懐のロシア語通訳として従軍中、平安北道昌城郡東倉面大楡里（現在の東倉郡大楡労働者区）において、アメリカ空軍のナパーム弾による爆撃で戦死した（#戦死時の状況を巡る議論も参照）。毛沢東は息子の死を1951年1月3日に秘書の報告で知った。
毛岸英の墓は朝鮮民主主義人民共和国平安南道檜倉郡の中国人民志願軍烈士陵園にあり、銅像も存在する。中朝関係を象徴するものとして、北朝鮮の最高指導者でもある金正日やその後継者の金正恩など両国の要人が訪れている。中国側でも、国境の町遼寧省丹東市の市街地を見下ろす丘にある「抗米援朝記念館」に毛岸英の胸像がある。
没後60年にあたる2010年には毛岸英を主人公とするテレビドラマが制作され、中央電視台より放送された。

## 戦死時の状況を巡る議論
1994年に出版された彭徳懐の伝記『一个真正的人』には、作戦処参謀の高瑞欣と翻訳者の毛岸英が蛋炒飯（卵チャーハン）を作っていたところ爆撃を受けた旨の記述がある。また、作戦処副処長を務めた楊迪が1998年に出版した回顧録『在志願軍司令部的歳月里』には、3人の同志が蛋炒飯を作っていたという記述があり、当時楊迪はそのうち成普という同志については知っていたが、後の2人は作戦処の参謀とロシア語翻訳者であることしか知らなかった。爆撃後、成普を除く2人は戦死したというのである。『在志願軍司令部的歳月里』第2版（2003年）、第3版（2008年）の加筆によれば、その卵は当時人民志願軍司令部に派遣されていた北朝鮮の朴一禹が贈ったものだったという。一方、その場に居合わせた成普自身は、毛岸英と高瑞欣はストーブで北朝鮮から贈られたリンゴを炙って焼きリンゴを作っていたと証言し、蛋炒飯説を否定している。
2020年頃より中国歴史研究院が蛋炒飯作成説を否定し、毛岸英は電報の作成と送受信を気にかけて死亡したと主張している。
蛋炒飯抗議は、この戦死時の状況に関連して生まれた当局への抗議活動である。毛岸英の誕生日である10月24日あるいは命日の11月25日前後、抗議者らは卵チャーハンのレシピを投稿したり、ジョークを共有するなどして、中国の歴史は必ずしも好ましいものではなかったが、毛岸英の死により少なくとも北朝鮮のような特定の一族による世襲国家にはならずに済んだことを記念するのである。こうした卵チャーハンに関するジョークは当局によって禁じられており、実際に処分を受けた例も知られているほか、処分に至らないまでも強い非難を浴びた例も存在している。

## 毛岸英学校
毛岸英が1950年10月23日夜、朝鮮へ渡った場所とされる鴨緑江岸の遼寧省寛甸満族自治県長甸鎮河口村には、毛岸英の胸像、「毛岸英学校」、および校内に「毛岸英生平業績陳列館」が建てられている。

### 建設経緯
2001年、作家の楊大群（1927年 - ）が「毛岸英」を執筆、その印税を学校建設に寄付したほか、同年6月18日、毛岸英の妻だった劉思齊（1930年 - 2022年、別名・劉松林、1962年に再婚）が河口村を訪れ学校建設について協議した。その後、各界からも寄付を募り、2003年9月26日に学校竣工、デザイン設計は大連理工大学土木建筑設計院が担った。2010年、抗美援朝60周年に合わせて毛岸英学校の教師と生徒が北朝鮮の中国人民志願軍烈士陵園を訪れ献花した。

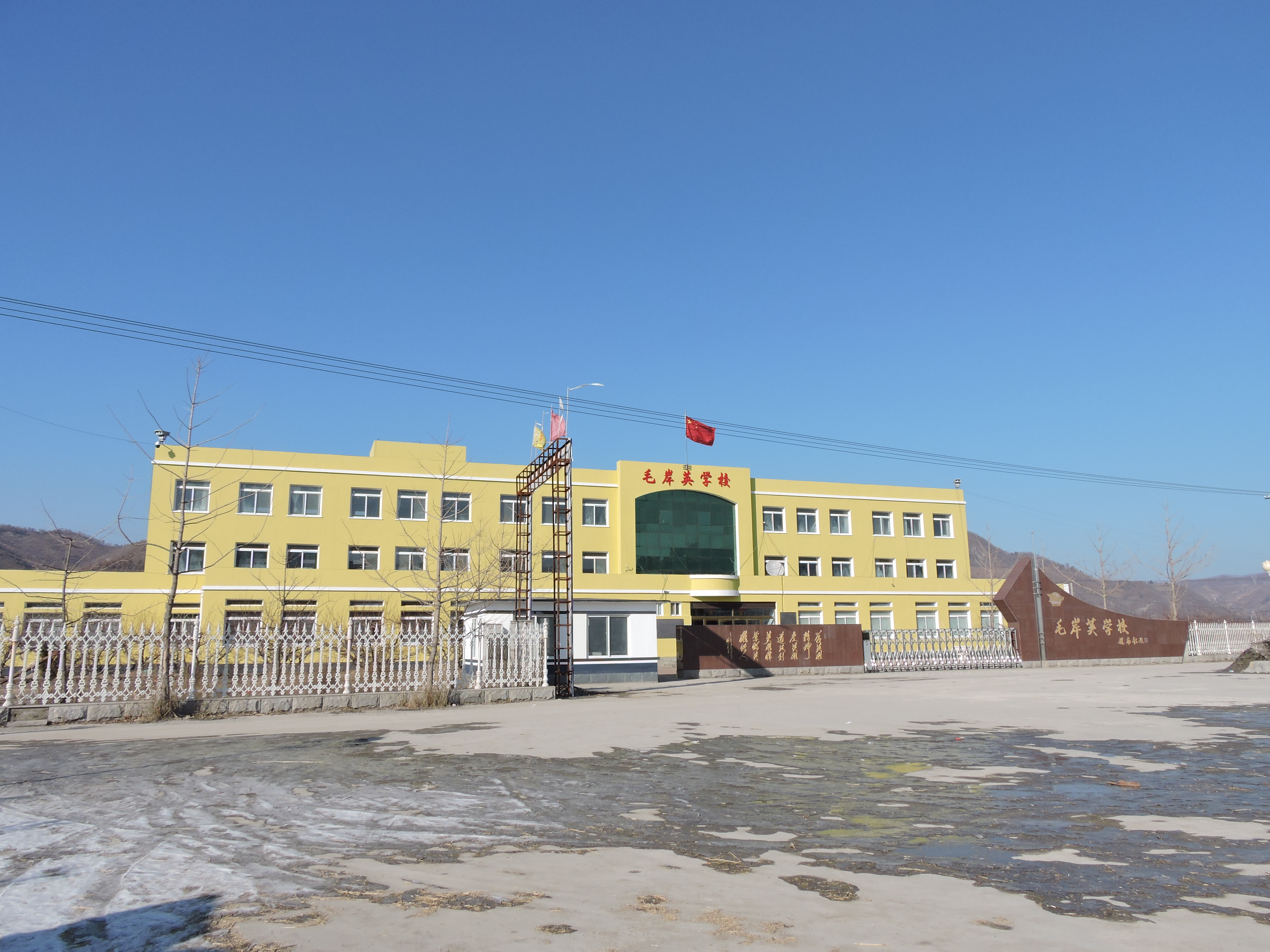
2003年9月26日に竣工した「毛岸英学校」
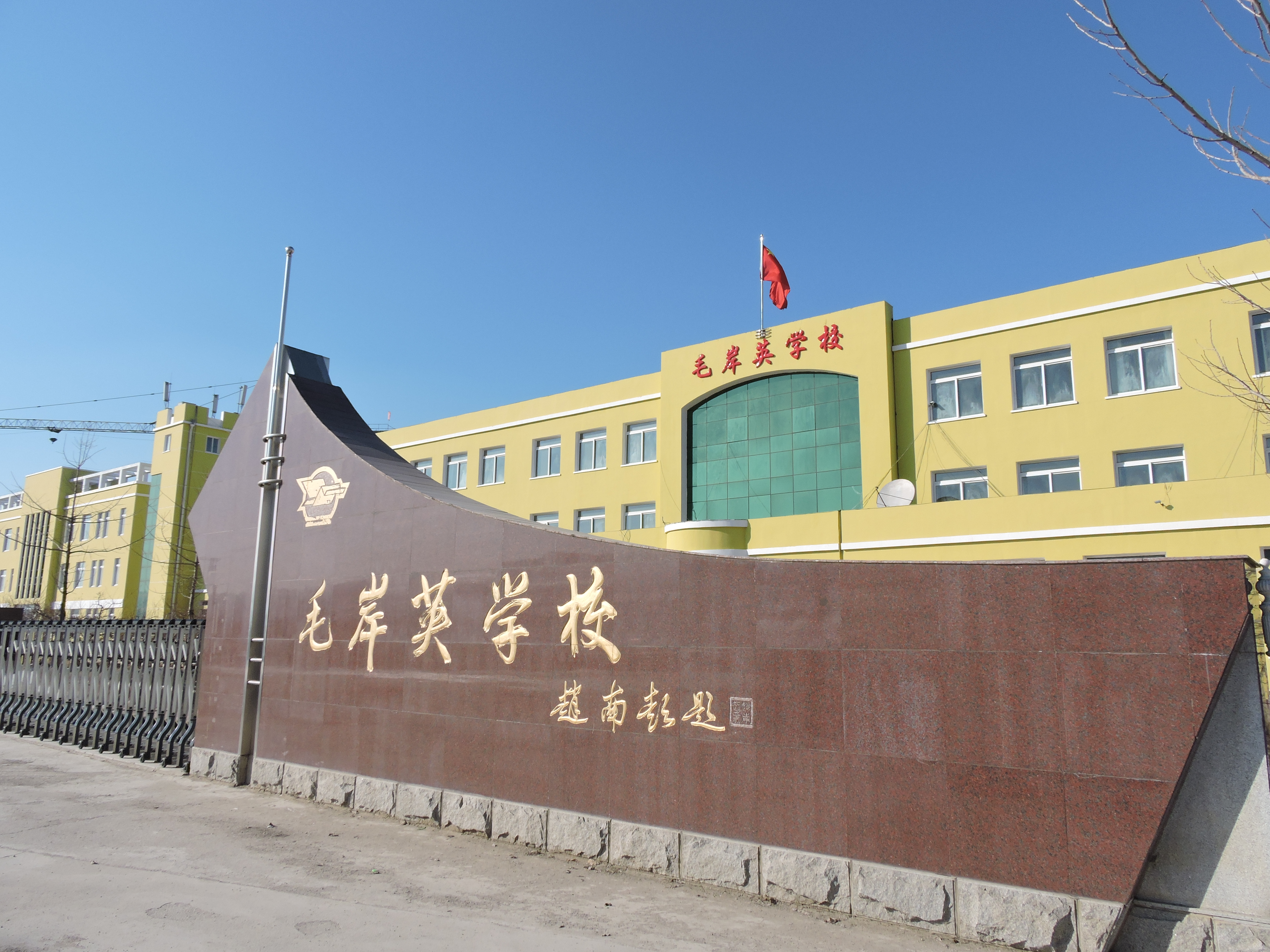
「朝鮮族の英雄」と呼ばれる趙南起将軍の揮毫
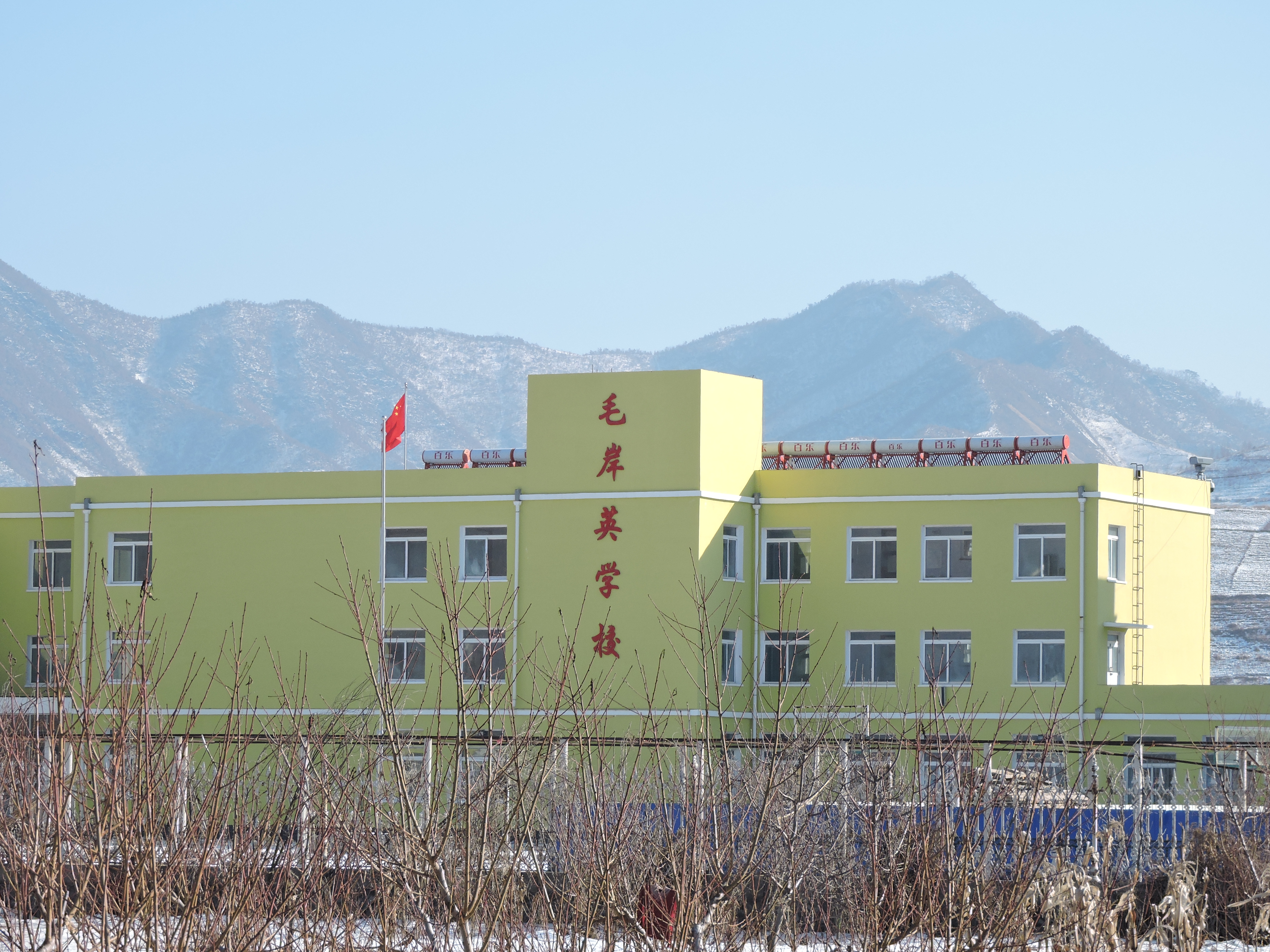
毛岸英学校
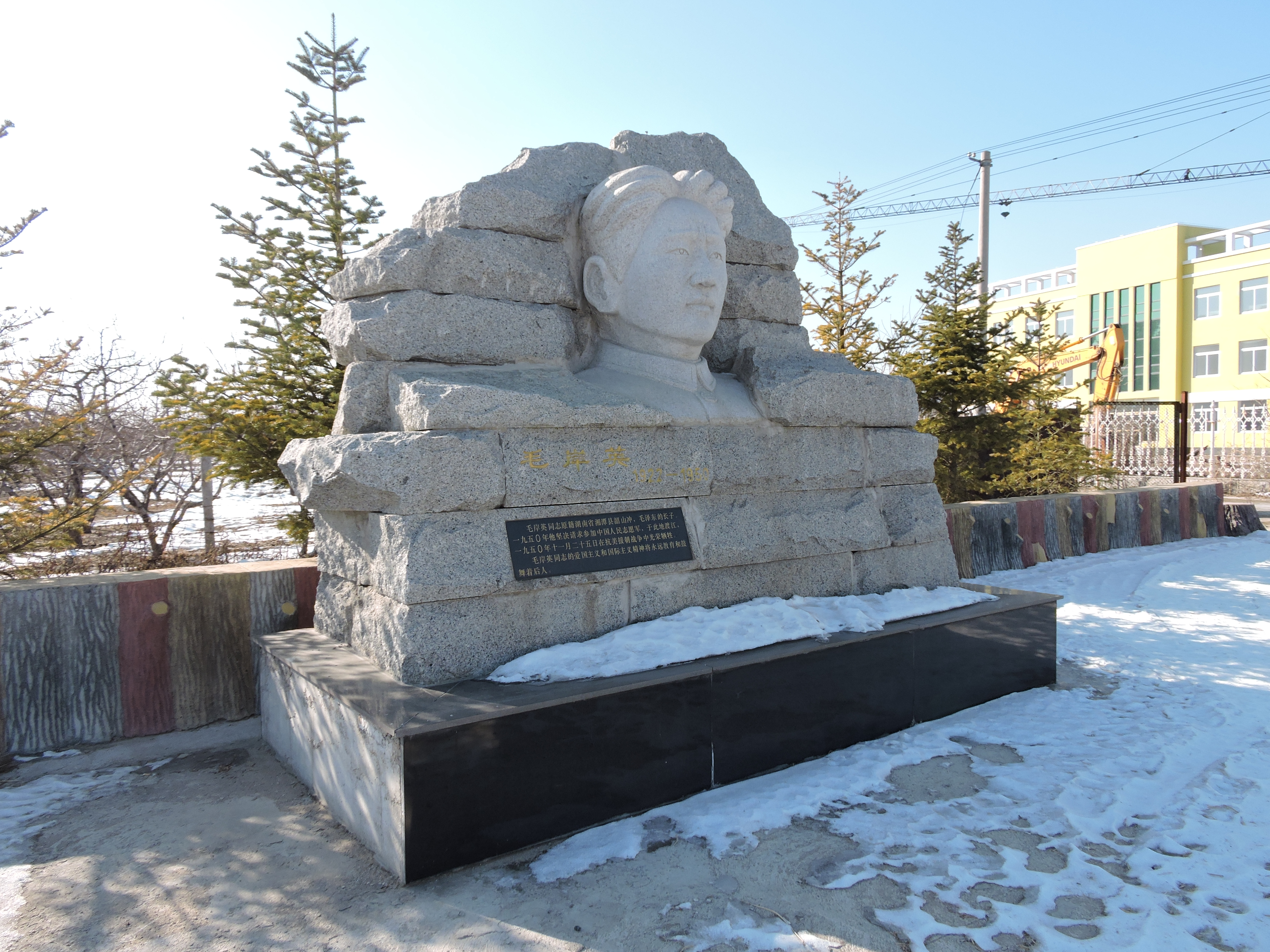
毛岸英学校前の石像
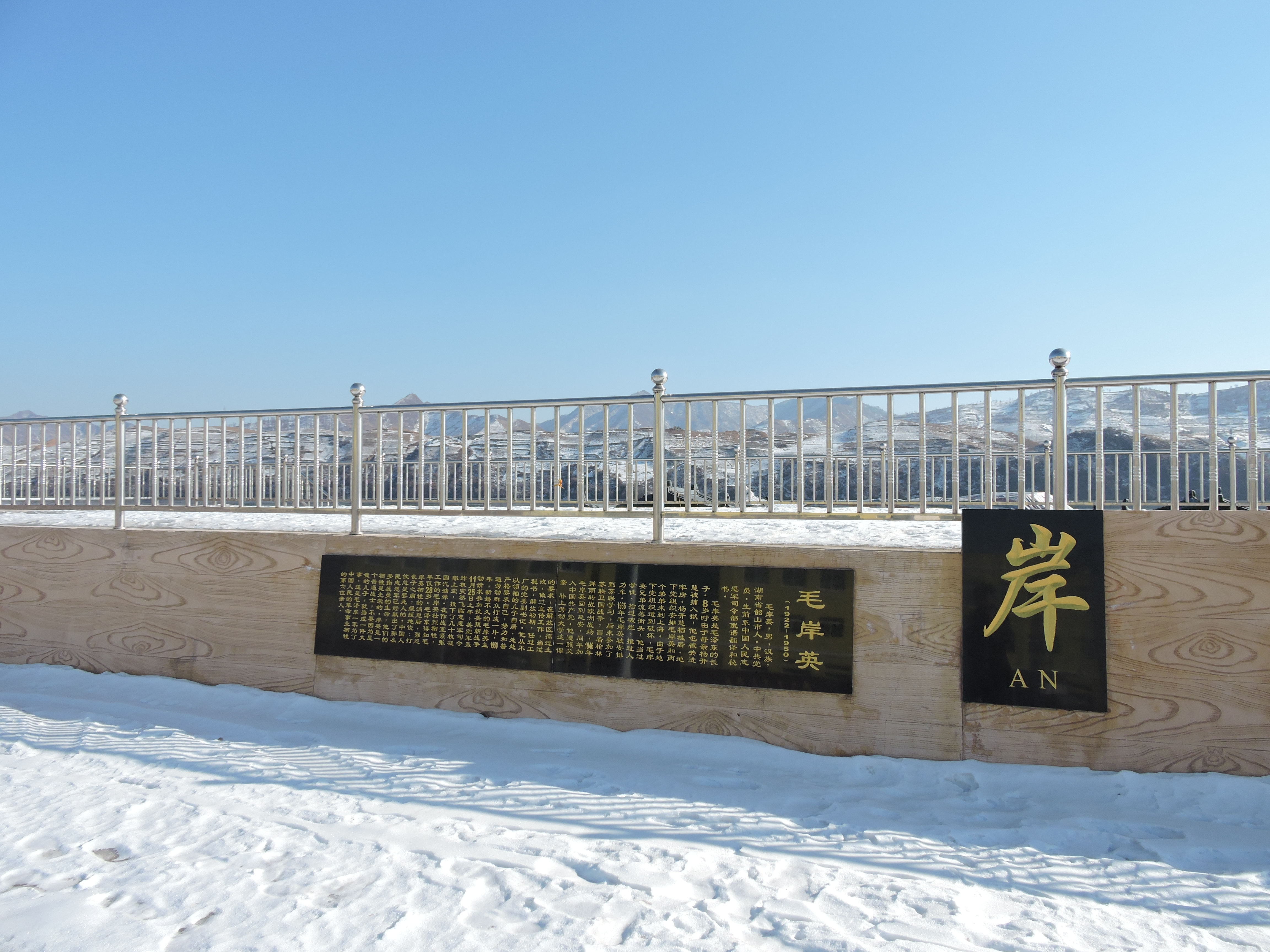
毛岸英学校前の岸英広場
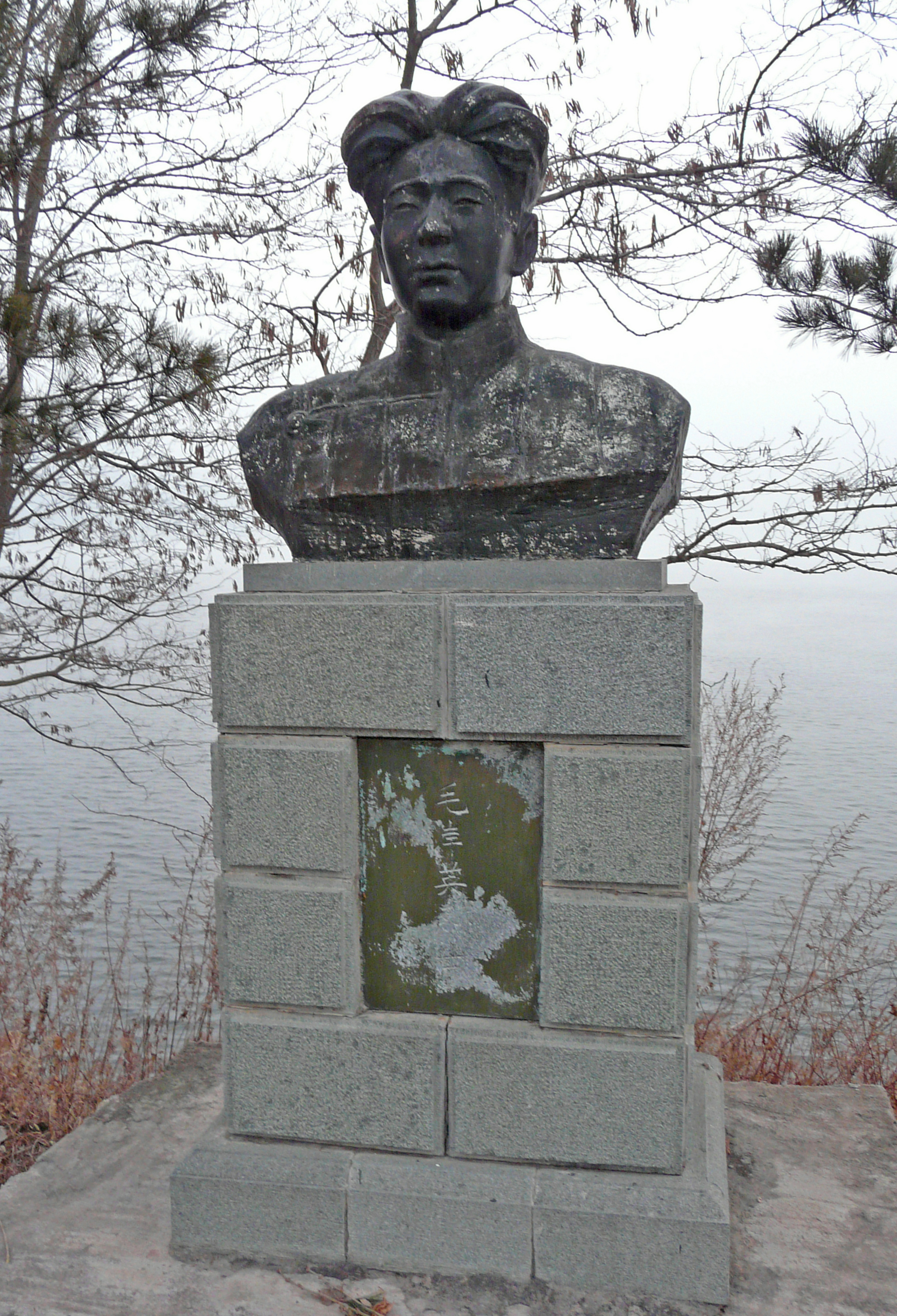
1941年1月から1943年5月にかけて朝鮮総督府内務局の管轄で建設された「清城大橋」の袂に建つ銅像。米軍によって爆破され、現在は「河口断橋」と呼ばれる観光地となっている。
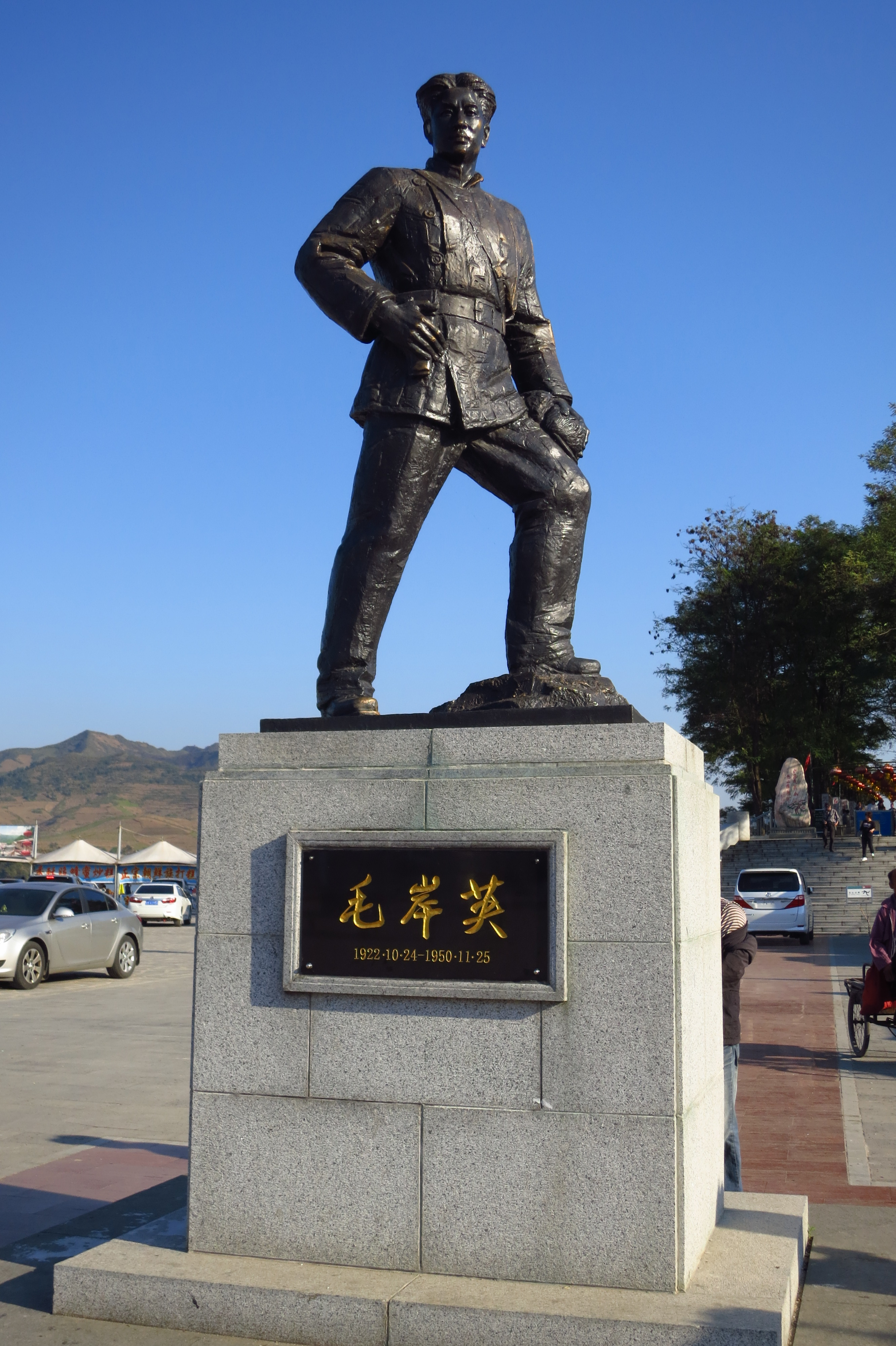
河口断橋に建つ毛岸英像